# حديقة يوانمينغيوان

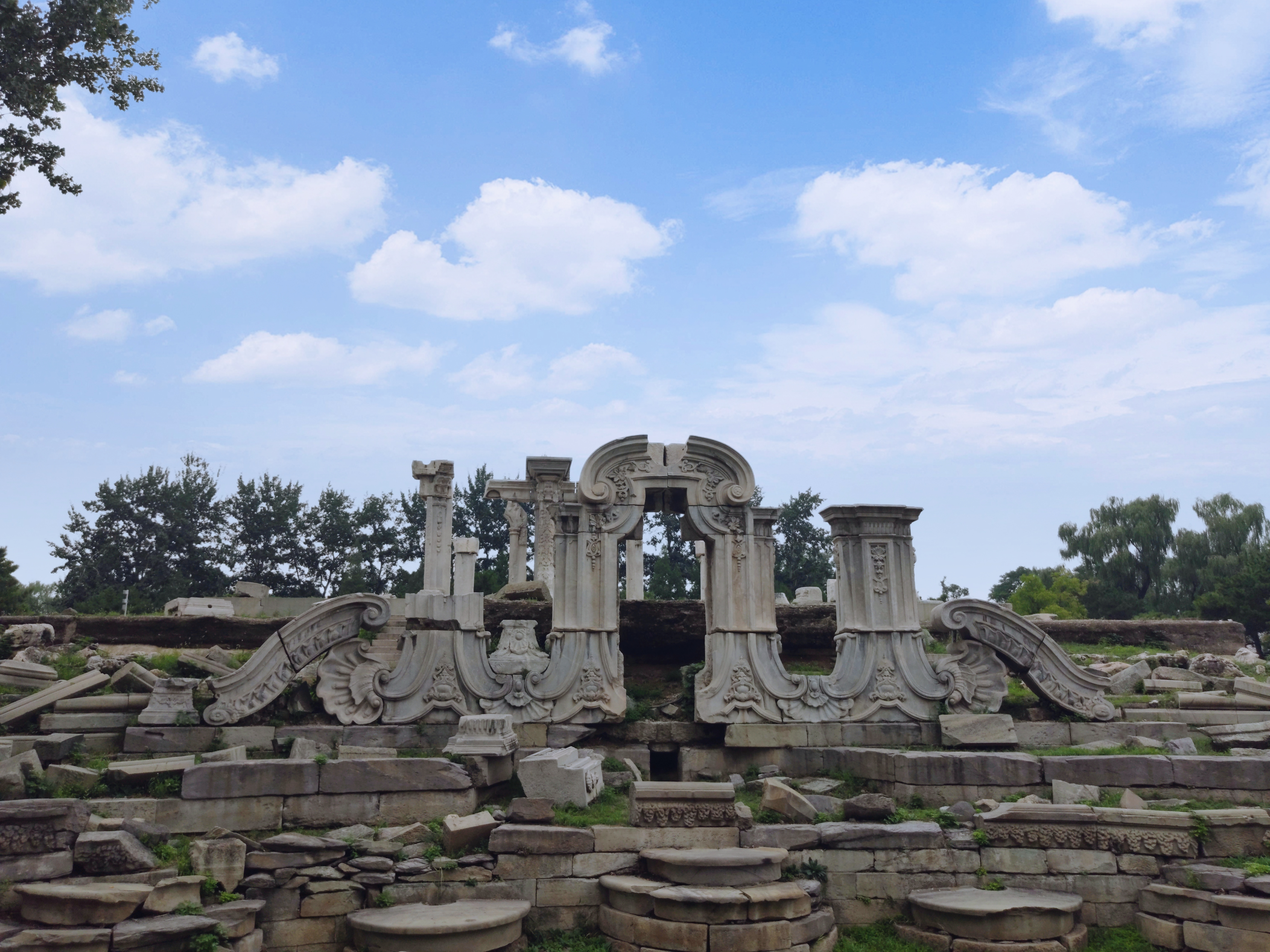
بنايه قديمه داخل الحديقه

حديقة يوانمينغيوان (بالصينية: 圓明園)(بينيين: Yuánmíng Yuán) تقع في حي هاى ديان في ضاحية بكين الغربية الصين المعروفة بالقصر الصيفي القديم، مجاورة لقصر الإمبراطور المعروف بالقصر الصيفي.

## المساحة وأجزاء الحديقة
مساحة الحديقة تشغل 346 هكتارا بنيت لتكون أكبر وأهم حديقة خلال فترة الإمبراطور تشان لونغ، من أسرة تشينغ، ولكن القوات البريطانية والفرنسية دمرتها في أواخر القرن التاسع عشر.
الحديقة كان بها بحيرة كبيرة في وسطها، تحيط بها تسع جزر. على هذه الجزر كان يتناثر العديد من المعابد والمقصورات. الفنانون اقتبسوا مشاهد متنوعة من كافة أرجاء البلاد وجسودها في الحديقة.
تنقسم الجزر، إلى ثلاث حدائق، الجزء الغربي-يوانغمينغيوان (حديقة الكمال والبهاء)، تشانغتشونيوان الجنوبية (حديقة الربيع الدائم) ووانتشونيوان الشرقية (حديقة الربيع الدائم). في حديقة تشانغتشونيوان الجنوبية (حديقة الربيع الدائم) تجد الحديقة الأوروبية بأطلال النوافير، وهذه الحديقة تعتبر الأثر الوحيد والأفضل حفظا في القصر.
الإنشاءات داخل الحديقة تشمل قاعة تشندا قوانمينغ، التي كان يعالج فيها الأباطرة الشئون السياسية، قاعة جيوتشوه تشينغيان، التي كان يتناول فيها أفراد الأسرة الإمبراطورية طعامهم، قصر آنيو الذي كانت تقام فيها احتفالات القرابين. أيضا يوجد في الحديقة عدد كبير من الكتب وأعمال فن الخط والرسم والنفائس.

## تاريخ الحديقة
بدأ البناء الأولي للقصر الصيفي القديم في عام 1707 في عهد الإمبراطور كانغ شي .
و لفترة 139 عاما، كانت هذه الحديقة مركزا اداريا ومنتجعا ودار اقامة لستة اجيال من الاسرالملكية في تاريخ الصين،
وكان الاباطرة يختارون هذه الحديقة للإقامة مع عوائلهم خلال الاحتفالات بالسنة التقليدية الصينية ويبقون فيها حتى نهاية الخريف،
وتتميز حديقة يوانمينغيوان بكبر مساحتها وفخامتها ومناظرها الطبيعية الرائعة وتنوع اساليب حدائقها، حيث تشمل كافة الاساليب المتبعة في كافة مناطق الصين.
خلال السنة العاشرة (1860) للإمبراطور شانفنغ، غزت القوات البريطانية والفرنسية بكين ودمرت هذه الحديقة وهدمت ونهبت كنوزها، حتى أصبحت الحديقة أطلالا إلى اليوم.

## وصلات خارجية
- (بالصينية) Official site